# St. Benedikt (Mals)

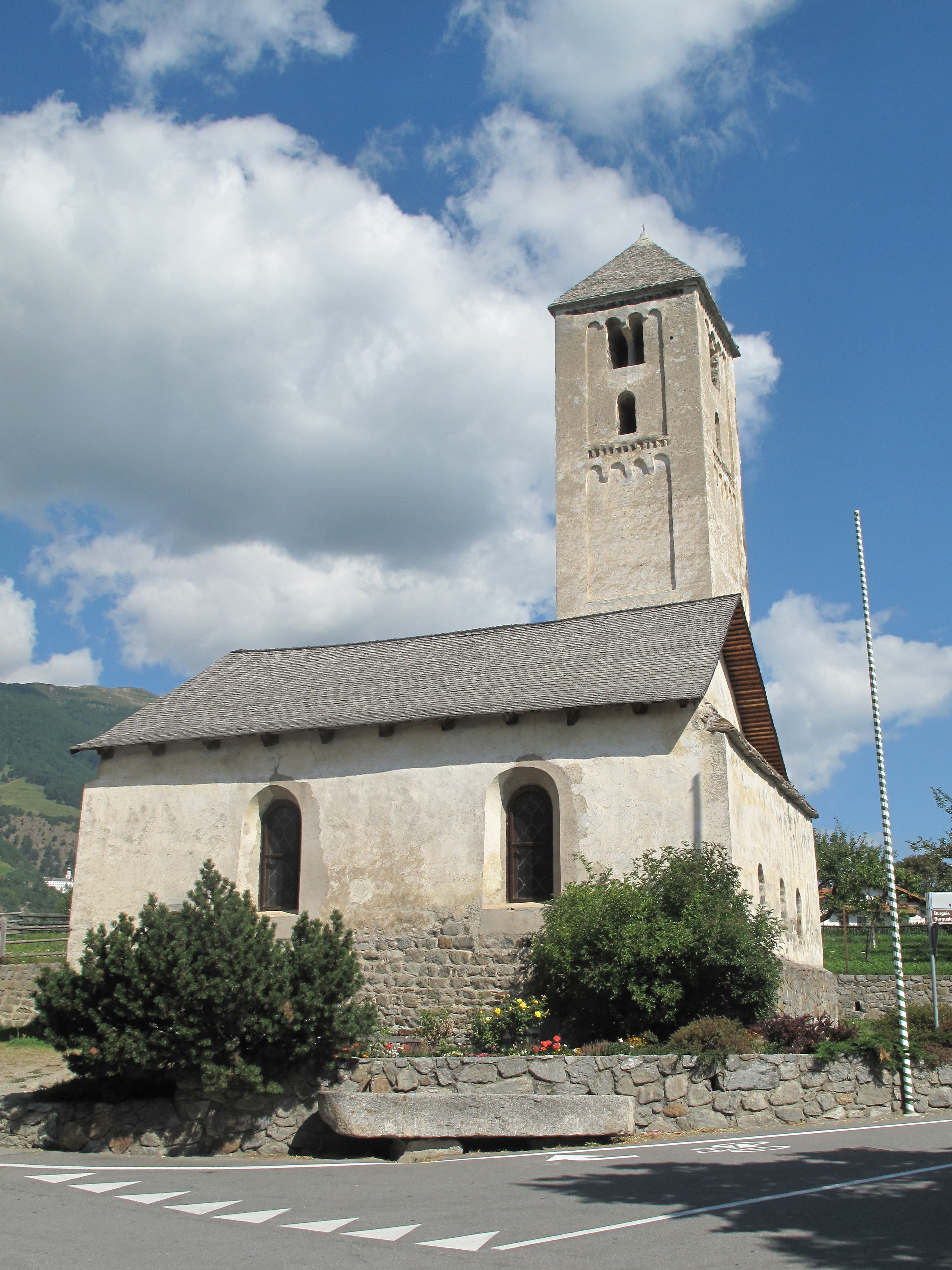
St. Benedikt von Süden

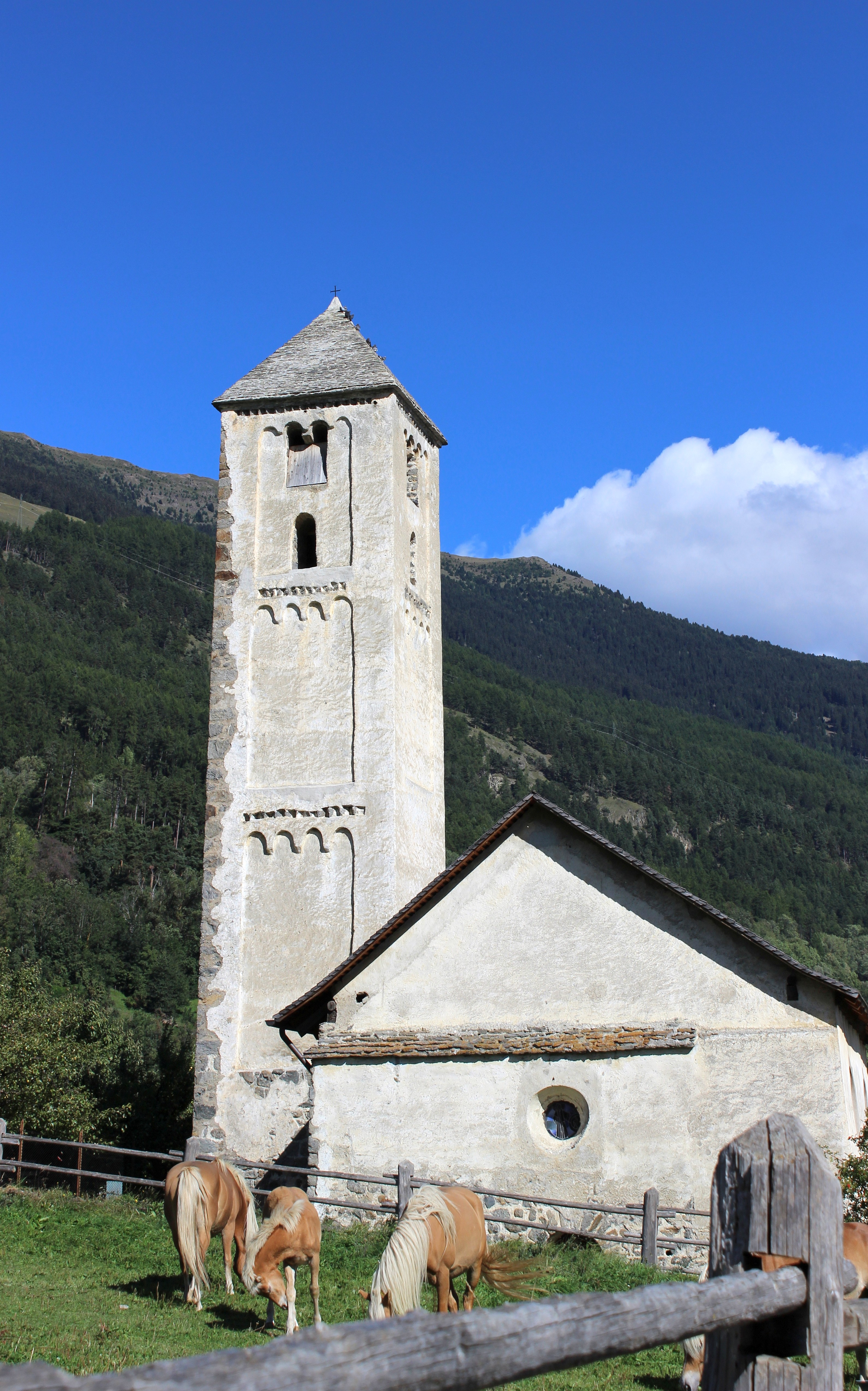
St. Benedikt von Westen

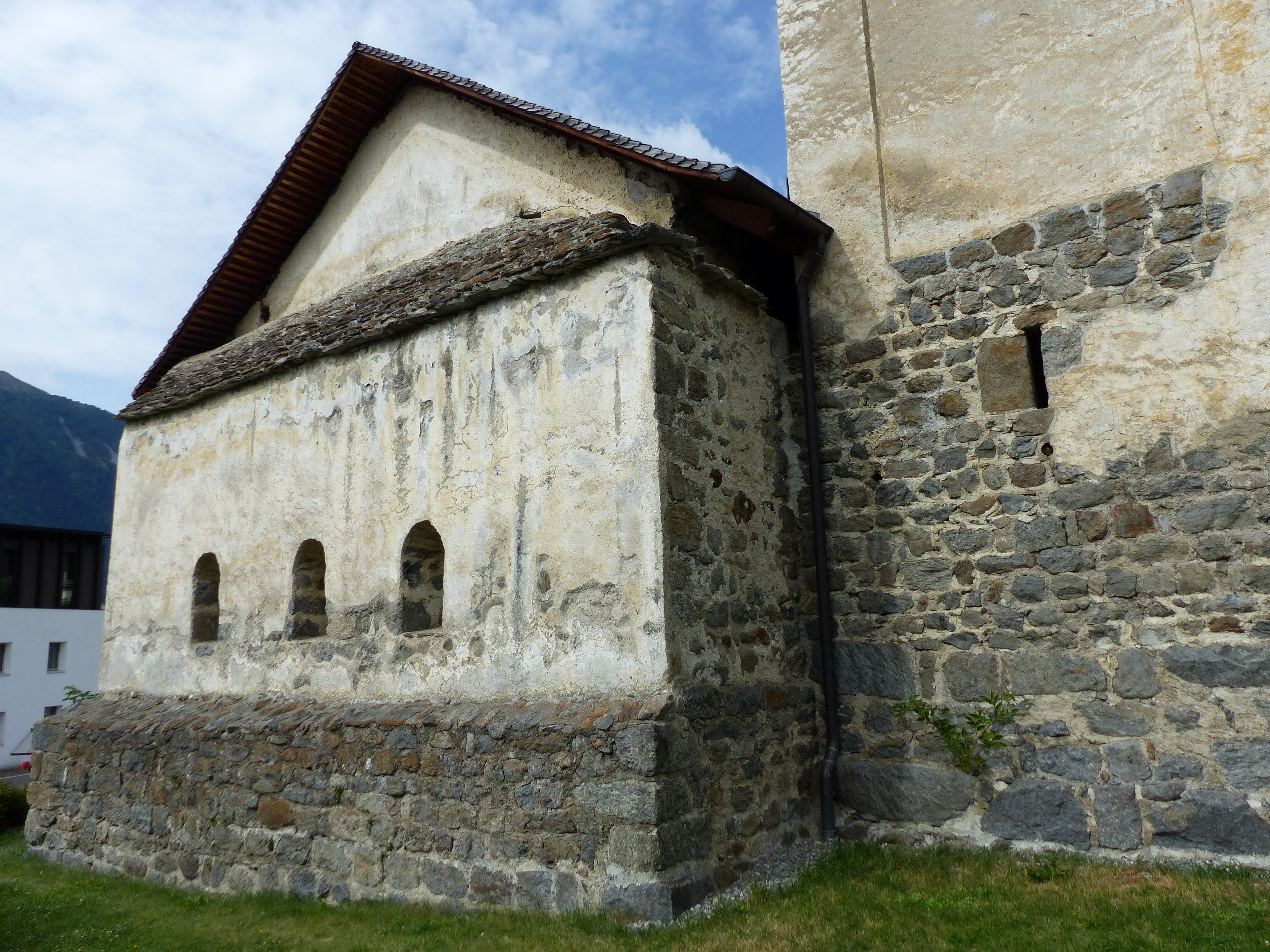
Rundbogenfenster der Ostseite von St. Benedikt

St. Benedikt ist eine vorromanische Kirche in Mals in Südtirol. Bekannt ist sie für ihre karolingerzeitlichen Fresken aus dem 8. oder 9. Jahrhundert. Geweiht ist der römisch-katholische Sakralbau dem Heiligen Benedikt von Nursia.

## Geschichte
Der Bau der Kirche geht auf die zweite Hälfte des 8. Jahrhunderts zurück. Als Eigenkirche gehörte sie bis ins 12. Jahrhundert dem Bischof von Chur. Im 12. Jahrhundert erfolgten eine vollständige Ummantelung der Saalkirche und der Anbau des romanischen Kirchturms. Unter Joseph II. wurde St. Benedikt profaniert und in der Folge als Lagerraum genutzt. Erst im 20. Jahrhundert wurde die Kirche, nach Entdeckung ihres außergewöhnlichen kunsthistorischen Werts, wieder der Öffentlichkeit zugänglich gemacht.

## Baubeschreibung
St. Benedikt ist ein einfacher Rechteckbau, der Kirchturm ist seitlich im Norden angebaut. An der Westseite befindet sich eine vermauerte Rundbogentür mit einem gemauerten Rundfenster darüber. Die Südseite präsentiert sich mit einer Rundbogentür und zwei Rundbogenfenstern. Gegen Osten zeigt das Kirchengebäude drei schlitzartige Rundbogenfenster. Im Kircheninneren befinden sich hinter diesen Rundbogenfenstern an der Ostmauer drei Altarnischen, deren ursprüngliche Gestaltung mit Stuckplastik (Säulen, Kapitelle, Tierkörper, Bögen) noch in kleinen Resten erhalten ist. Der viereckige Turm ist in drei Geschosse gegliedert und wird durch eine niedrige Viereckpyramide abgeschlossen.

## Fresken
Berühmt ist St. Benedikt für die um etwa 800 entstandene Freskierung, die zu den europaweit sehr spärlich gestreuten Zeugnissen karolingischer Wandmalerei zählt. Die Arbeiten sind im Zusammenhang mit den etwa gleich alten Fresken des nahen Benediktinerinnenklosters St. Johann im bündnerischen Münstertal (Val Müstair) sowie einiger weiterer Sakralbauten im oberitalienischen Raum zu sehen. 
Der Großteil der erhaltenen Wandmalerei befindet sich an der durch die drei Nischen gegliederten Altarwand. In der mittleren Nische wird Jesus Christus gezeigt, in der nördlichen Papst Gregor der Große und in der südlichen Stephanus. 
An den beiden Trennwänden zwischen den drei Nischen sind Stifterbilder platziert: an der nördlichen ein adliger Grundherr, „europaweit die einzige Darstellung eines fränkischen Grundherren in Tracht“, an der südlichen ein Geistlicher, der ein Modell einer Saalkirche in Händen hält. Darüber befindet sich eine zwölfköpfige Engelsschar. Die Nordwand wurde mit Papst Gregor zeigenden Szenen bemalt: Gregor beim Verfassen seiner Dialogi unter Eingebung der Dreifaltigkeit, Gregor während einer Disputation mit Paulus Diaconus. Daneben sind Darstellungen aus dem Leben des Paulus von Tarsus und das Fragment einer Benediktslegende zu sehen.

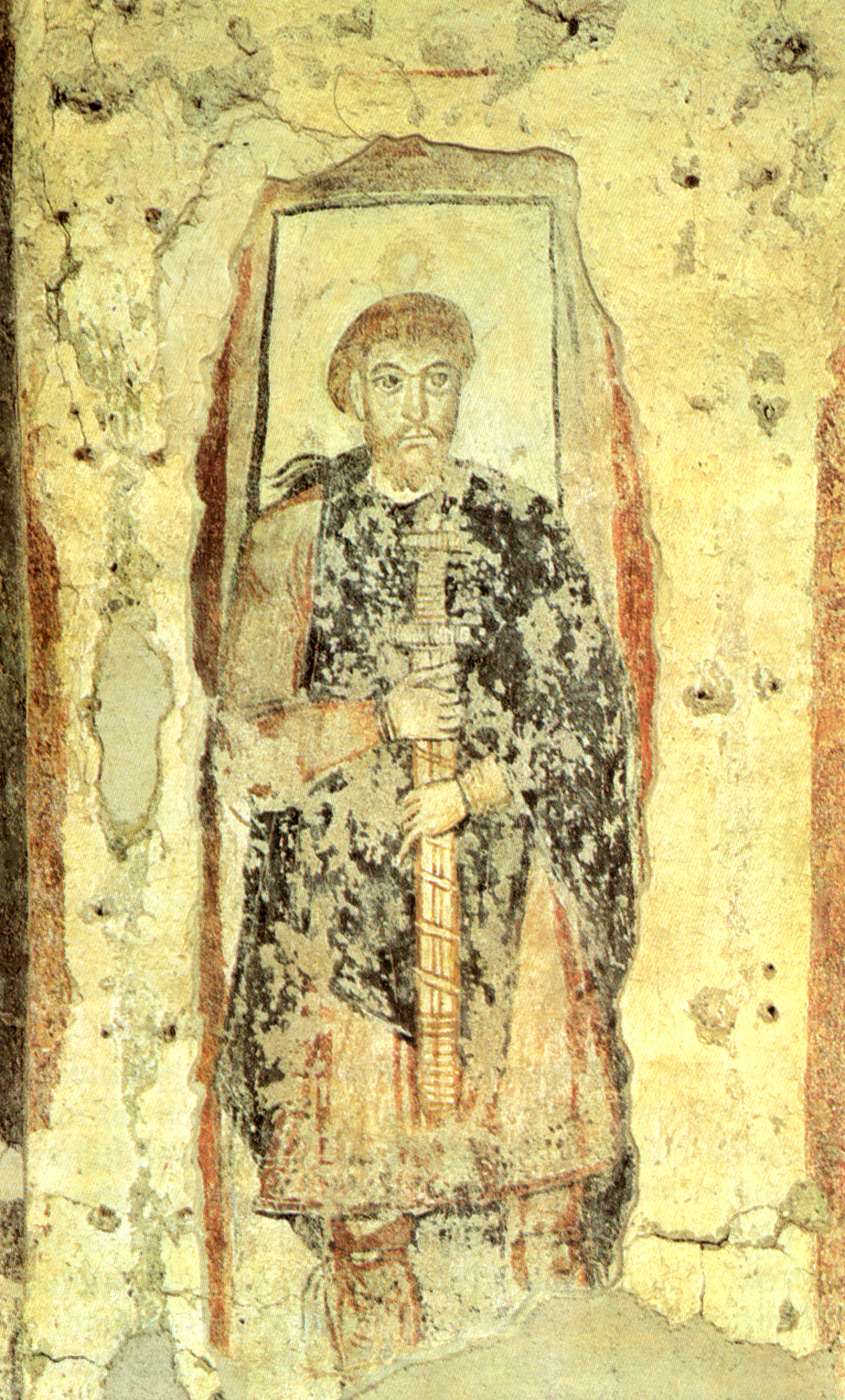
Der adlige Stifter
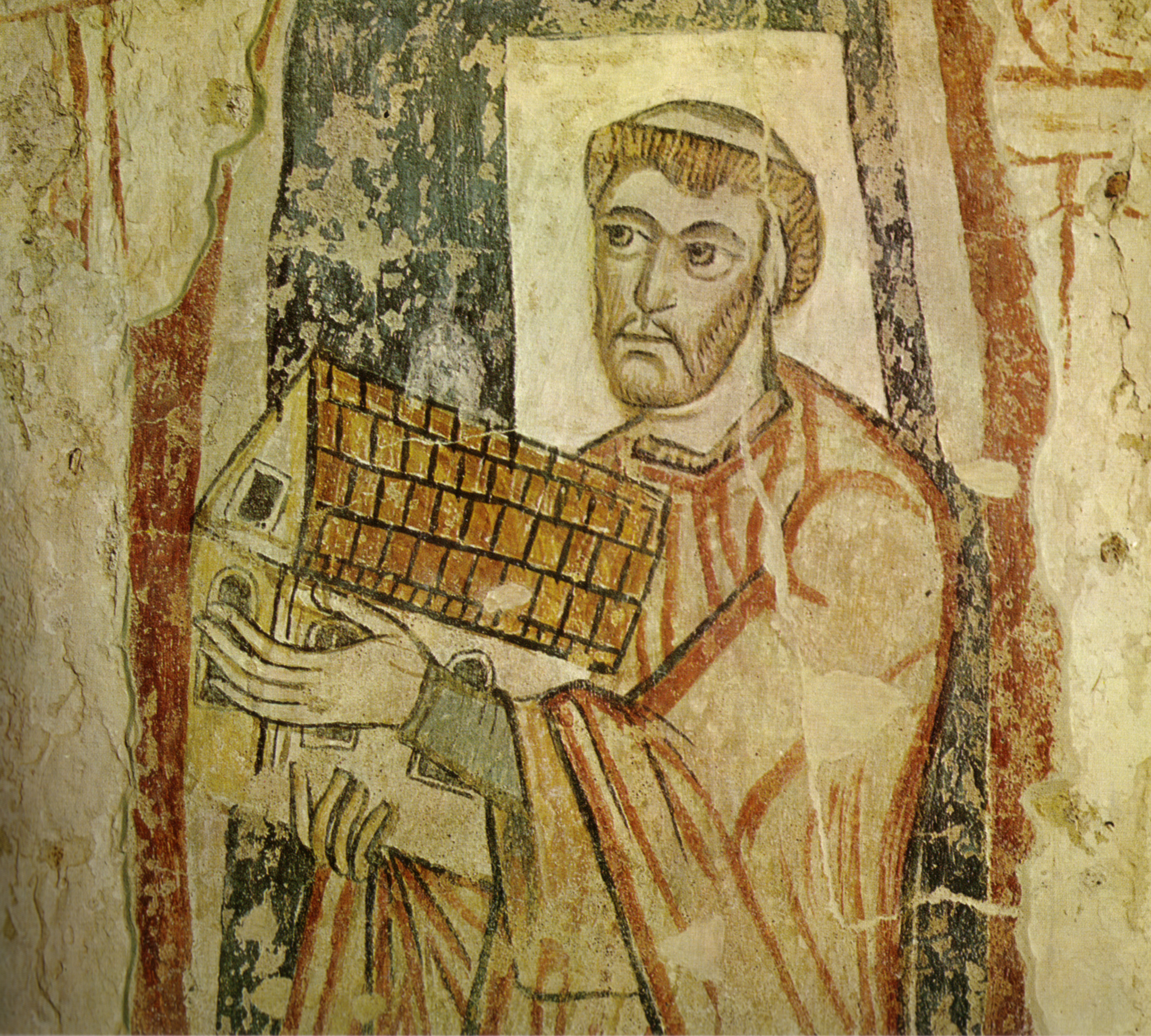
Der geistliche Stifter
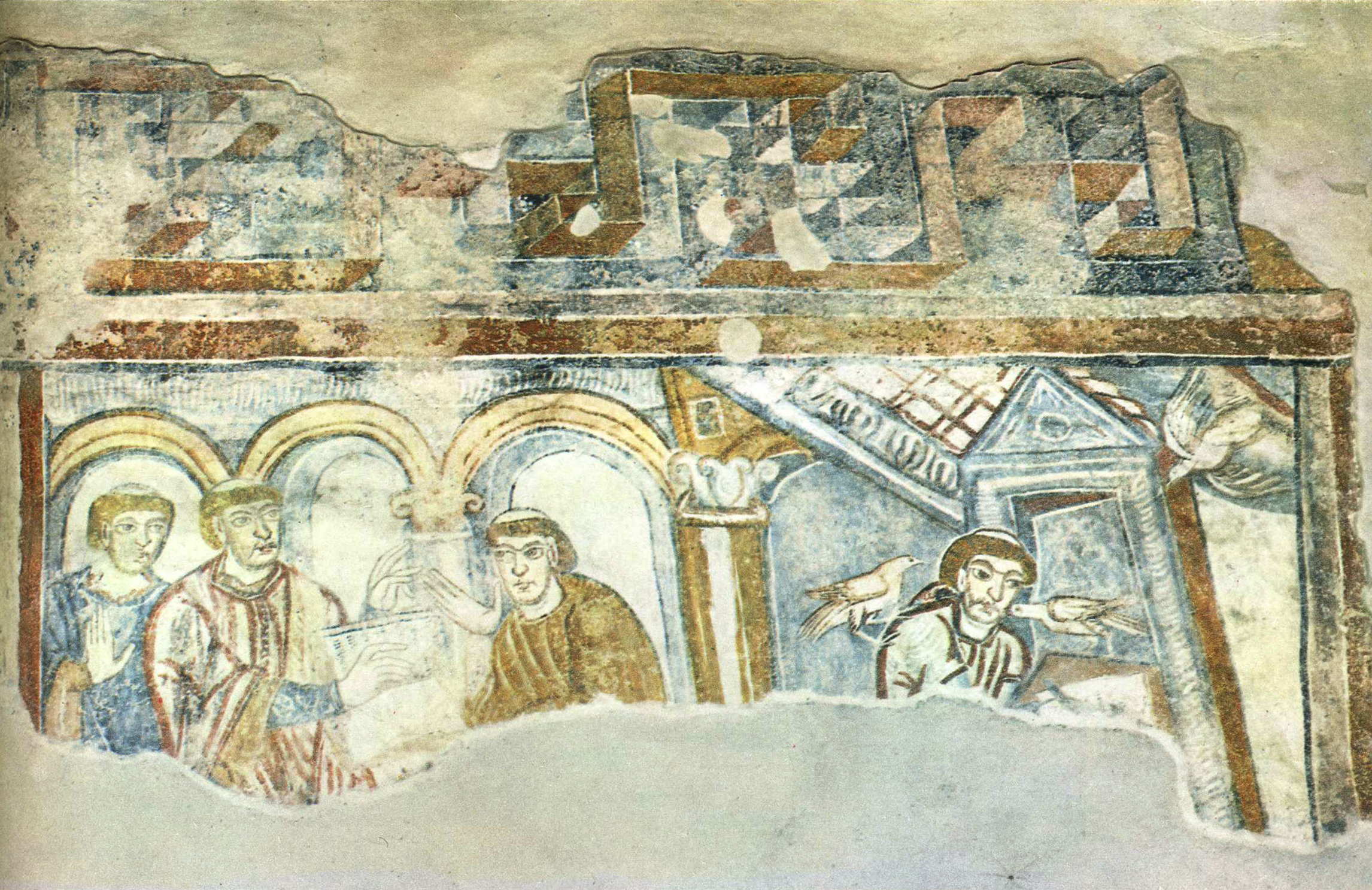
Gregorsszenen
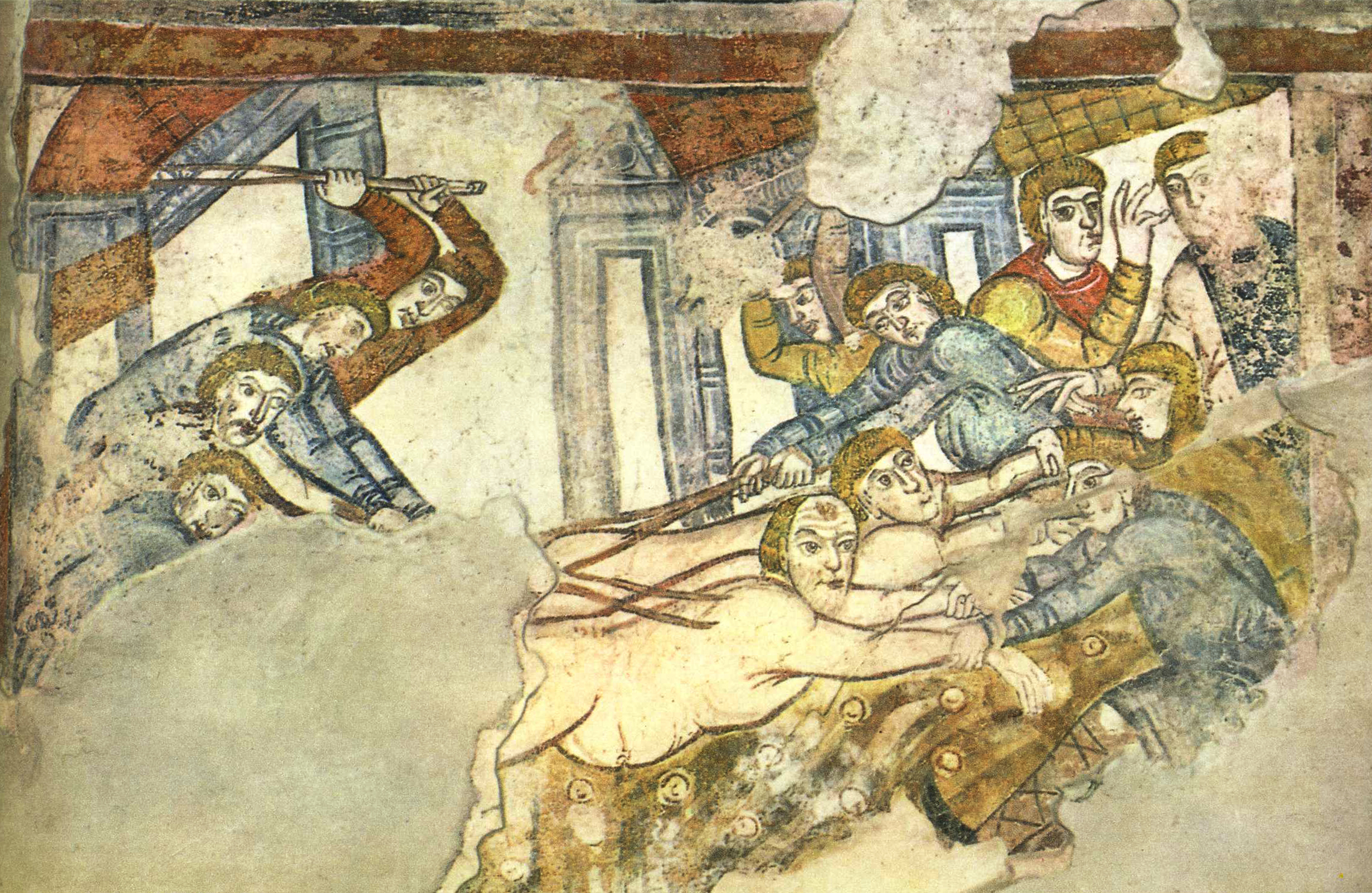
Martyrium des Paulus

## Belege
1. ↑  Nina Schneeberger: Die Attraktionen des Vinschgaus, in: Neue Zürcher Zeitung, 16. März 2017.

Koordinaten: 46° 41′ 25,2″ N, 10° 32′ 22,3″ O